# When We All Fall Asleep Tour
Tournées par Billie Eilish
1 by 1 Tour
(2018-19) Where Do We Go? Tour
(2020)
Le When We All Fall Asleep Tour est une tournée de l'auteure-compositrice-interprète américaine Billie Eilish.

## Setlist
Cette liste est représentative des concerts du 27 août 2019 à Moscou et du 28 août 2019 à Saint-Pétersbourg, elle ne représente pas les concerts pour la totalité de la tournée,.
1. bad guy
2. my strange addiction
3. you should see me in a crown
4. idontwannabeyouanymore
5. watch / &burn
6. COPYCAT
7. WHEN I WAS OLDER
8. wish you were gay
9. xanny
10. all the good girls go to hell
11. ilomilo
12. bellyache
13. bitches broken hearts
14. listen before i go
15. i love you
16. ocean eyes
17. when the party's over
18. bury a friend

Encore :
1. bad guy (sans l'outro)
2. goodbye

## Dates et lieux des concerts
| Date                       | Ville                      | Pays                       | Lieu                                   | Première partie            | Affluence                  | Revenu                     |
| Étape 1 — Amérique du Nord | Étape 1 — Amérique du Nord | Étape 1 — Amérique du Nord | Étape 1 — Amérique du Nord             | Étape 1 — Amérique du Nord | Étape 1 — Amérique du Nord | Étape 1 — Amérique du Nord |
| -------------------------- | -------------------------- | -------------------------- | -------------------------------------- | -------------------------- | -------------------------- | -------------------------- |
| 13 avril 2019              | Indio                      | États-Unis                 | Empire Polo Club                       | NC                         | NC                         | NC                         |
| 20 avril 2019              | Indio                      | États-Unis                 | Empire Polo Club                       | NC                         | NC                         | NC                         |
| Étape 2 — Oceania,         |                            |                            |                                        |                            |                            |                            |
| 24 avril 2019              | Auckland                   | Nouvelle-Zélande           | Spark Arena                            | Finneas O'Connell          | 9 340 / 9 646              | $456 056                   |
| 26 avril 2019              | Adélaïde                   | Australie                  | Adelaide Showground                    | Denzel Curry               | NC                         | NC                         |
| 27 avril 2019              | Maitland                   | Australie                  | Maitland Arena                         | Denzel Curry               | NC                         | NC                         |
| 28 avril 2019              | Canberra                   | Australie                  | Exhibition Park                        | Denzel Curry               | NC                         | NC                         |
| 30 avril 2019              | Sydney                     | Australie                  | Hordern Pavilion                       | Denzel Curry               | —                          | —                          |
| 3 mai 2019                 | Melbourne                  | Australie                  | Margaret Court Arena                   | Denzel Curry               | —                          | —                          |
| 4 mai 2019                 | Bendigo                    | Australie                  | Prince of Wales Showground             | Denzel Curry               | NC                         | NC                         |
| 5 mai 2019                 | Townsville                 | Australie                  | Murray Sports Complex                  | Denzel Curry               | NC                         | NC                         |
| 7 mai 2019                 | Brisbane                   | Australie                  | Riverstage                             | Denzel Curry               | 8 841 / 9 000              | $426 250                   |
| 10 mai 2019                | Fremantle                  | Australie                  | Fremantle Arts Center                  | Denzel Curry               | —                          | —                          |
| 11 mai 2019                | Bunbury                    | Australie                  | Hay International Park                 | Denzel Curry               | NC                         | NC                         |
| Étape 3 — Europe           |                            |                            |                                        |                            |                            |                            |
| 25 mai 2019                | Middlesbrough              | Royaume-Uni                | Stewart Park                           | NC                         | NC                         | NC                         |
| Étape 4 — Amérique du Nord |                            |                            |                                        |                            |                            |                            |
| 29 mai 2019                | San Francisco              | États-Unis                 | Bill Graham Auditorium                 | Denzel Curry               | 9 011 / 9 011              | $479 295                   |
| 31 mai 2019                | Portland                   | États-Unis                 | Moda Center                            | Denzel Curry               | —                          | —                          |
| 1er juin 2019              | Vancouver                  | Canada                     | PNE Amphitheater                       | Finneas O'Connell          | —                          | —                          |
| 2 juin 2019                | Redmond                    | États-Unis                 | Marymoor Park                          | Denzel Curry               | —                          | —                          |
| 4 juin 2019                | Magna                      | États-Unis                 | The Great Saltair                      | Denzel Curry               | —                          | —                          |
| 5 juin 2019                | Morrison                   | États-Unis                 | Red Rocks Amphitheatre                 | Denzel Curry               | —                          | —                          |
| 7 juin 2019                | Independence               | États-Unis                 | Silverstein Eye Centers Arena          | Denzel Curry               | —                          | —                          |
| 8 juin 2019                | Minneapolis                | États-Unis                 | Minneapolis Armory                     | Denzel Curry               | —                          | —                          |
| 9 juin 2019                | Chicago                    | États-Unis                 | United Center                          | Denzel Curry               | —                          | —                          |
| 11 juin 2019               | Toronto                    | Canada                     | Budweiser Stage                        | Denzel Curry               | —                          | —                          |
| 12 juin 2019               | Laval                      | Canada                     | Place Bell                             | Denzel Curry               | 9 550 / 9 550              | $458 479                   |
| 14 juin 2019               | Boston                     | États-Unis                 | Rockland Trust Bank Pavilion           | Denzel Curry               | —                          | —                          |
| 15 juin 2019               | Philadelphie               | États-Unis                 | The Met Philadelphia                   | Denzel Curry               | —                          | —                          |
| 18 juin 2019               | New York                   | États-Unis                 | Rooftop at Pier 17                     | Denzel Curry               | —                          | —                          |
| 19 juin 2019               | New York                   | États-Unis                 | Radio City Music Hall                  | Denzel Curry               | —                          | —                          |
| 20 juin 2019               | Washington, D.C.           | États-Unis                 | The Anthem                             | Denzel Curry               | —                          | —                          |
| 21 juin 2019               | Nashville                  | États-Unis                 | Ascend Amphitheater                    | Denzel Curry               | —                          | —                          |
| 23 juin 2019               | Atlanta                    | États-Unis                 | State Bank Amphitheatre                | Denzel Curry               | —                          | —                          |
| Étape 5 — Europe           |                            |                            |                                        |                            |                            |                            |
| 27 juin 2019               | Odense                     | Danemark                   | Tusindårsskoven                        | NC                         | NC                         | NC                         |
| 28 juin 2019               | Stockholm                  | Suède                      | Gärdet                                 | NC                         | NC                         | NC                         |
| 30 juin 2019               | Pilton                     | Royaume-Uni                | Worthy Farm                            | NC                         | NC                         | NC                         |
| Étape 6 — Amérique du Nord |                            |                            |                                        |                            |                            |                            |
| 6 juillet 2019             | Milwaukee                  | États-Unis                 | American Family Insurance Amphitheater | NC                         | NC                         | NC                         |
| 9 juillet 2019             | Los Angeles                | États-Unis                 | Shrine Exposition Hall                 | Denzel Curry               | —                          | —                          |
| 10 juillet 2019            | Los Angeles                | États-Unis                 | Shrine Exposition Hall                 | Denzel Curry               | —                          | —                          |
| 11 juillet 2019            | Los Angeles                | États-Unis                 | Greek Theatre                          | Denzel Curry               | —                          | —                          |
| 13 juillet 2019            | San Diego                  | États-Unis                 | Cal Coast Credit Union Theatre         | Denzel Curry               | —                          | —                          |
| Étape 6 — Europe           |                            |                            |                                        |                            |                            |                            |
| 15 août 2019               | Sankt Pölten               | Autriche                   | Geen Park                              | NC                         | NC                         | NC                         |
| 16 août 2019               | Hambourg                   | Allemagne                  | Hamburg-Wilhelmsburg                   | NC                         | NC                         | NC                         |
| 17 août 2019               | Biddinghuizen              | Pays-Bas                   | Walibi Holland                         | NC                         | NC                         | NC                         |
| 18 août 2019               | Hasselt                    | Belgique                   | Kempische Steenweg                     | NC                         | NC                         | NC                         |
| 20 août 2019               | Prague                     | République Tchèque         | O2 Arena                               | J Grrey                    | 20 124                     | —                          |
| 22 août 2019               | Zürich                     | Suisse                     | Glattbrug                              | NC                         | NC                         | NC                         |
| 24 août 2019               | Reading                    | Royaume-Uni                | Richfield Avenue                       | NC                         | NC                         | NC                         |
| 25 août 2019               | Leeds                      | Royaume-Uni                | Bramham Park                           | NC                         | NC                         | NC                         |
| 27 août 2019               | Moscou                     | Russie                     | Megasport Arena                        | MadeinTYO                  | 16 567                     | —                          |
| 28 août 2019               | Saint-Pétersbourg          | Russie                     | Palais de glace                        | MadeinTYO                  | 18 768                     | —                          |
| 30 août 2019               | Stradbally                 | Irlande                    | Stradbally Hall                        | NC                         | NC                         | NC                         |
| 31 août 2019               | Milan                      | Italie                     | Area Expo                              | NC                         | NC                         | NC                         |
| 2 septembre 2019           | Barcelone                  | Espagne                    | Palau Sant Jordi                       | MadeinTYO                  | —                          | —                          |
| 3 septembre 2019           | Madrid                     | Espagne                    | WiZink Center                          | MadeinTYO                  | —                          | —                          |
| 4 septembre 2019           | Lisbonne                   | Portugal                   | Altice Arena                           | MadeinTYO                  | —                          | —                          |
| 7 septembre 2019           | Berlin                     | Allemagne                  | Olympiapark                            | NC                         | NC                         | NC                         |
| Étape 7 — Amérique du Nord |                            |                            |                                        |                            |                            |                            |
| 14 septembre 2019          | Atlanta                    | États-Unis                 | Piedmont Park                          | NC                         | NC                         | NC                         |
| 20 septembre 2019          | Las Vegas                  | États-Unis                 | Downtown Las Vegas                     | NC                         | NC                         | NC                         |
| 21 septembre 2019          | Las Vegas                  | États-Unis                 | Las Vegas Festival Grounds             | NC                         | NC                         | NC                         |
| 5 octobre 2019             | Austin                     | États-Unis                 | Zilker Park                            | NC                         | NC                         | NC                         |
| 7 octobre 2019             | Tulsa                      | États-Unis                 | BOK Center                             | Duckwrth                   | —                          | —                          |
| 8 octobre 2019             | Dallas                     | États-Unis                 | American Airlines Center               | Duckwrth                   | —                          | —                          |
| 10 octobre 2019            | Houston                    | États-Unis                 | Toyota Center                          | Duckwrth                   | —                          | —                          |
| 12 octobre 2019            | Austin                     | États-Unis                 | Zilker Park                            | NC                         | NC                         | NC                         |
| 17 novembre 2019           | Mexico                     | Mexique                    | Autódromo Hermanos Rodríguez           | NC                         | NC                         | NC                         |
| Au total                   | Au total                   | Au total                   | Au total                               | Au total                   | —                          | —                          |

Concert annulé
| 20 juillet 2019 | Foxborough (É.-U.) | Gillette Stadium (Mad Decent Block Party) | Le festival a été annulé. |